# كارين بنتلي
كارين بنتلي (بالإنجليزية: Caryn Bentley)‏ هي لاعب هوكي الحقل جنوب أفريقية، ولدت في 19 سبتمبر 1974.

## وصلات خارجية
- كارين بنتلي على موقع الاتحاد الدولي للهوكي (الإنجليزية)
- كارين بنتلي على موقع أوليمبيديا (الإنجليزية)